# Комета (фільм, 1929)
«Комета» (інша назва: «Безодня») — радянський німий художній фільм, поставлений в 1929 році режисером і актором Валерієм Інкіжиновим за мотивами п'єси татарського письменника Ахмета Рахманкулова «Безодня» («Вир»). Фільм не зберігся.

## Сюжет
У кінокартині розповідається про експлуатацію духовенством і купцями найбіднішого татарського населення в дореволюційні роки. У сюжет картини вплетена історія кохання кучера і служниці купця.

## У ролях
- Галина Кравченко —  Зейнабхаят
- Петро Рєпнін —  купець
- Микола Бєляєв —  ректор медресе
- Іван Бобров —  старший прикажчик
- Михайло Яншин —  Сава Севрюжкін
- Валентина Вод —  Фатіма, служниця купця
- Каюм Поздняков —  кучер
- Закі Баязедський —  Самат-Хальфа
- Бенедикт Бугаєв —  вчитель медресе

## Знімальна група
- Режисер — Валерій Інкіжинов
- Сценарист — Валентин Туркін
- Оператори — Борис Франциссон, Віктор Пате-Іпа
- Художник — І. Шифрін